# Demitaza

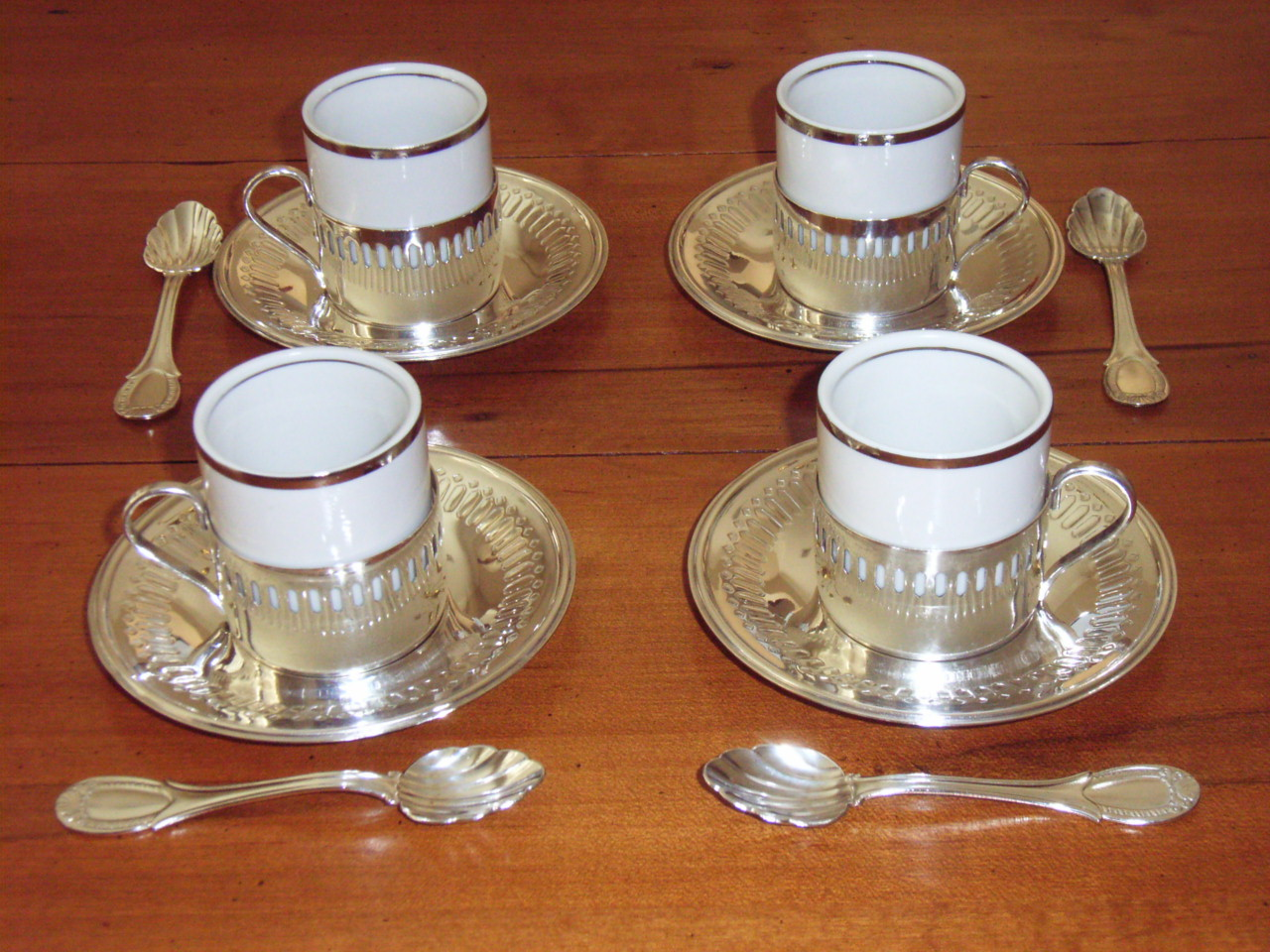
Demitazas con marcos de metal y cucharas demitasse

Una demitaza o demitasse (/ˈdɛmɪtæs/; en francés, ‘media taza’) es una taza pequeña que se utiliza para servir café turco o expreso.
Una demitaza generalmente tiene una capacidad de ~60-90 mL, la mitad del tamaño de una taza de café llena (una tasse à café es de aproximadamente 120 mL). Por lo general, son de cerámica (porcelana o gres), y se acompañan de platillos a juego, y las cafeterías y compañías de porcelana también producen multitud de variedades decoradas con vivos colores. Otros tipos de demitazas tienen incorporada una especie de copa de vidrio colocada en un marco de metal.